# 玉藻京介
玉藻 京介（たまも きょうすけ）は、原作：真倉翔、作画：岡野剛の漫画およびアニメ『地獄先生ぬ〜べ〜』の登場人物。

## 人物
400歳の妖狐。妖狐としての本名は「荼吉権現天狐（だきごんげんてんこ）」。一人称は「私」。狐の中でも最高位に近い立場にあり、高い妖力をもって炎や幻術を自在に操る。基本的には冷静かつ真面目で堅物的な反面、ノリや付き合いは良い。プライドの高さゆえ、自分よりも格下の妖怪を小物呼ばわりしたりもするが、妖怪に対しては基本的には種族問わず仲間意識や思いやりがある。
ぬ〜べ〜とはほぼ互角の戦闘力であると作中で評されている。
身長182cm（本来の妖狐時の身長は190cm）、体重66kg、血液型はAB型、1月25日生まれ（いずれも人化の術によるもので玉藻自体の設定ではない）。名前の由来は玉藻前。
人の世に災いをもたらす妖狐族の掟に従い、人間に化ける「人化の術」を完成させるため自分に最も適した髑髏を求め、それを奪うために人間界にやってきた。教育実習生として近づくが、ぬ〜べ〜に妖気を嗅ぎ取られて正体を現し、最適な髑髏の持ち主である広を巡って対決するも敗北。以降、戦いの中で爆発的な霊力を発揮するぬ〜べ〜の特性に興味を抱くようになる。当初は敵同士として対立していたが、幾度もの対決、共闘を経てライバル関係へと変化していく。『現代都市妖鬼考 霊媒師いずな』にも登場している。
人間界に来る以前に人間のことを知るためさまざまな知識を学び、あらゆることに秀でている。現在は童守病院で外科医をしながら、ぬ〜べ〜の力の源である「人間の愛」について懊悩する日々を送る。生活は医師であるため裕福であり、自宅は高層マンション、愛車はジャガー・XJ220である。
現在使用している髑髏は大学民俗学部の男子学生・南雲明彦（なぐも あきひこ）のもの。そのために容姿も彼にうり二つの姿となっている。
原作では、ぬ〜べ〜の過去を知る唯一の妖怪である。
ぬ〜べ〜からは基本的に呼び捨てだが、「たまちゃん」「玉藻っち」などとあだ名をつけられているものの、いずれも本人はその呼び方を嫌っている。
アニメ版ではパラレルワールドで保育士。また、アニメでは髪の色がテレビ版が銀髪、OVA3巻では金髪である。髪の色の違った理由については、アニメ企画当時まだフルカラーで描かれた玉藻のイラストがなかったためである。
「それからの地獄先生ぬ〜べ〜」では童守小学校に現れる悪霊などを退治している。「さらにそれからの地獄先生ぬ〜べ〜」では『地獄ドクター玉藻』として妖怪から患者を守っている。

## ぬ〜べ〜との関係
初登場のころは敵だったが、再登場した時は広たちの説得により妖怪・霊霧魚の退治に協力し、その後、ぬ〜べ〜の力の源である「愛」を研究するという名目で基本的には味方となる。秀一が捨てた亀が神獣になり襲ってきたときは共同戦線にまで至っている。ただし、ぬ〜べ〜に手を貸すようになって以降も、人間の感情を持たないゆえに杓子定規で無感情な考え方しかできず、「哀れな悪霊に対しても一切の容赦をしない」「責任のある一人を犠牲にすることで大勢を救おうとする」など、計算高い性格による冷酷さからぬ〜べ〜と対立することも多かった。時が経つに連れ徐々に人間の心に近づいていき、絶鬼の前に倒れたぬ〜べ〜に代わって生徒たちを守るため命を引き換えにした奥義「滅気怒」を発動した際には、本人は無自覚だがぬ〜べ〜と同じように妖力の無限の上昇が発生しており、絶鬼から「もう半分人間のにおいがする」と言われるまでになっている。
様々な事件で共闘を重ねた後、人化の術を完成させないまま長期間、自分に適合しない南雲明彦の髑髏を使い続けたことで体が壊れ、廃妖怪と化してしまう。玉藻を救わんとするぬ〜べ〜と共に九尾の狐のもとに出向いた際、願いを一蹴されて九尾の狐火で焼かれそうになったぬ〜べ〜を無意識のうちに庇おうとする。その姿を見た九尾の狐によってぬ〜べ〜もろとも試練の壷に吸い込まれ、一時的に意識を戻された上で過酷な試練を課されることになるが、傷を負ったぬ〜べ〜を庇いながら無事に突破する。試練を通じて玉藻の中に強い力をもたらす人間の愛と思いやりの心が生まれつつあることを知った九尾に認められ、九つの尾の一本を与えられたことで復活を果たした。この一件を経てぬ〜べ〜を「素晴らしいライバル」と評し、互いに強い絆を持つ良き戦友同士となった。
ぬ〜べ〜が九州に転任することになった際は「あくまでも修行の一環」という姿勢を強調しつつ、生徒たちを守って欲しいとの願いを受け入れている。「それからの地獄先生ぬ〜べ〜」や「さらにそれからの地獄先生ぬ〜べ〜」では、童守小学校の生徒たちや自分の患者を守る姿が描かれており、無自覚ながらもすっかり正義の味方らしくなっている。

## いずなとの関係
葉月いずなとは物語中盤から後半で少々絡んでくる。いずなの勘違いで決闘する羽目になり、彼女の管狐のコントロール権を奪い取って反撃させ叩きのめすなどして子供扱いするほどの余裕を見せたが、彼女が決闘を挑んできた経緯に気づいてわざと負け、彼女の力と心意気を認めた。OVA第三作目にはいずなから玉藻に頬へのキスシーンがある。また、『さらにその後の地獄先生ぬ〜べ〜』では霊能力探偵として独立開業したいずなを陰から見守っている。

## 『霊媒師いずな』での出演
403歳（特別番外編では404歳）。霊能力者としての自信と能力を喪失したいずなをわざと嘲ることで奮起させ、再起の手助けをしている。いずなが妖怪・チャブクロの力で過去改変後はぬ〜べ〜に頼まれていずなの保護者代わりになっている。

## 『地獄先生ぬ〜べ〜NEO』での出演
412歳。わけあって九尾の傍から離れられない状況にあったため、鬼天帝との戦いでぬ〜べ〜から電話を通じて協力を要請されるが断った。その後、最終回で衰弱した様子の九尾に付き添う形で登場している。

## ドラマでの出演
連続ドラマ版では舞台が高校になっており、玉藻は医師ではなく、正式な教師として登場しており、担当教科は家庭科で人気教師になっている。高校赴任の目的は人間世界の支配であるが、手下である雲外鏡がぬ〜べ〜によって倒されたため、興味の対象が広からぬ〜べ〜に変更されており、彼を試すために彼の教え子である広と郷子を襲うがぬ〜べ〜の反撃に遭い負傷する。その後はぬ〜べ〜の助言により教師を続けており、無限界時空にあったりしている。第6話でいずなに一目惚れされている。第7話では「人間の感情がわからない」、「ぬ〜べ〜は敵でライバル」と言いいずなを落ち込ませたが夜の教室で不思議な感情を芽生えさせて、（知っていたのかなんらかの方法を使ったかは不明だが）ぬ〜べ〜の家に現れ、たやすく怪人赤マントの夢の世界に入り込んで一時は対等に戦うも次第にボロボロにされて倒れ、ぬ〜べ〜にAの文字が刻まれるのを見せられそうになるのを背中で庇い、無限界時空の封印解除によりぬ〜べ〜がAから解放されると嵐のように去っていった。無限界時空が封印を解いたことに唯一気づいていた。「ぬ〜べ〜は不思議な奴」、「色んな人を惹きつける力を持った人」と発言。第9話では絶鬼により本性を取り戻し、生徒とリツコを青い十字架に縛り付けたが、リツコによって元に戻り、ぬ〜べ〜を結界で助けた。

## 能力・武器
首刺又（くびさすまた）
先端に動物の爪のような刃が付いた長柄の武器。本来は人間の頭蓋骨を取り出すための器具であるが、武器としても使用する。柄の部分は数本に分解でき、後述の滅気怒を使う際など、相手の動きを封じる結界を作ることもできる。「童守少年妖撃団編」では陽神の術で子供サイズに縮んでいたため、体格に合わせて普段よりもサイズの短いものを使っており、柄を外して手甲のようにして使った。
火輪尾の術（ひわおのじゅつ）
尻尾を擦り合わせることで超高温の炎を作り出す、いわゆる狐火。これまでに多くの霊能力者を敗北に追いこんだ技。役小角→道鏡→空海の順にレベルが上がり、強力になる。玉藻いわく「妖狐が恐れるのは人間の徳の高さで、強さではない」。アニメ版では妖力レベル4→8→最大レベル。
幻視の術（げんしのじゅつ）
動いているものを、別のものに見せかける術。初期のころは多用していたが、作中途中からは戦闘手段としては使われなくなった。
霊能力（れいのうりょく）
劇中での使用は少ないが、ぬ〜べ〜の陽神の術を見ただけで真似できるほど、霊力も高い。霊力を利用する場合は、ぬ〜べ〜と同様に経文（呪文）を唱える。その呪文は『仏説北斗七星延命経』の名の北斗七星を唱えるが、コミックス版は誤植である。アニメでの読経は2話ほどあったが、誤植であるコミックス版を唱えている。
傷や病巣の治療
妖力を使って超高速で傷を癒着させたり、器官の機能を回復させることも可能であり、絶鬼に片肺を破壊される重傷を負わされたいずなを助けている（原作では一度だけ鵺野を助手にし霊能手術を行った）。
管狐の支配
下級の狐妖怪である管狐を操る。いずなが管狐をけしかけてきた際には制御を奪い、本来の使役者である彼女を袋叩きにさせている。
滅気怒（メギド）
妖狐族の絶技。本来は命と引き換えに発動する切り札だったが、後に九尾の狐の尾を得てパワーアップしたことでこのリスクは無くなった模様。結界内のみを破壊する「狭域滅気怒」も存在する。
滅気怒改（メギドかい）
『霊媒師いずな』で発動した技。駄業鬼を止めした時の技。
気尾乃縄（きびのなわ）
『霊媒師いずな』で発動した捕縛術。覇鬼の妹・眠鬼を捕縛した。

## 南雲京太
南雲 京太（なぐも けいた）は、玉藻がぬ〜べ〜の「陽神の術」を真似て作った分身。妖怪博士の作った死のゲームで石化する直前に「陽神の術」を使って変身した姿だが、見様見真似の行使だったためぬ〜べ〜ほど術には慣れていないことに加え、緊急時の変身で気を十分に練る暇がなかったために小学生の体格となった。同じくとっさの変身で小学生の姿にしかなれなかったぬ〜べ〜よりもさらに“気”の量が少ないため、陽神明よりも小柄になっている。広たちが妖怪博士の館に忍び込み、妖怪博士が作り出した妖怪に追い詰められた際に助太刀で現れ、この偽名を名乗った。性格は変身前同様クールで冷静だが、ジョークが通じる。ちなみに南雲という苗字は現在使用している髑髏の元々の持ち主である南雲明彦から拝借したもの。

## キャスト
- 森川智之（テレビアニメ版）
- 速水もこみち（2014年テレビドラマ）